# Dragan Holcer
Dragan Holcer (Bad Gottleuba-Berggießhübel, 1945. január 19. – Split, 2015. szeptember 23.) Európa-bajnoki ezüstérmes szlovén–horvát labdarúgó. 

## Pályafutása

### A válogatottban
1965 és 1974 között 52 alkalommal szerepelt a jugoszláv válogatottban. Részt vett az 1968-as Európa-bajnokságon.

## Sikerei, díjai
Hajduk Split
- Jugoszláv bajnok (2): 1970–71, 1973–74
- Jugoszláv kupa (3): 1971–72, 1972–73, 1973–74

Schalke 04
- Német másodosztály (1): 1981–82

Jugoszlávia
- Európa-bajnoki döntős (1): 1968